# 1 Pułk Jazdy Krakowskiej
1 Pułk Jazdy Krakowskiej – pułk jazdy polskiej doby powstania listopadowego, sformowany w grudniu 1830 z jazdy 30-dymowej. 
Pułk otrzymał 3 krzyże kawalerskie, 43 złote i 38 srebrnych.

## Dowódcy pułku
- płk Kajetan Rzuchowski,
- ppłk Michał Badeni (8 lipca),
- ppłk Stanisław Leski (14 lipca).

## Walki pułku
Pułk brał udział w walkach w czasie powstania listopadowego.
Bitwy i potyczki:
- Nowa Wieś (19 lutego 1831),
- Markuszów (3 marca 1831),
- Róża (21 kwietnia 1831),
- Kock (7 maja 1831),
- Lubartów (10 maja 1831),

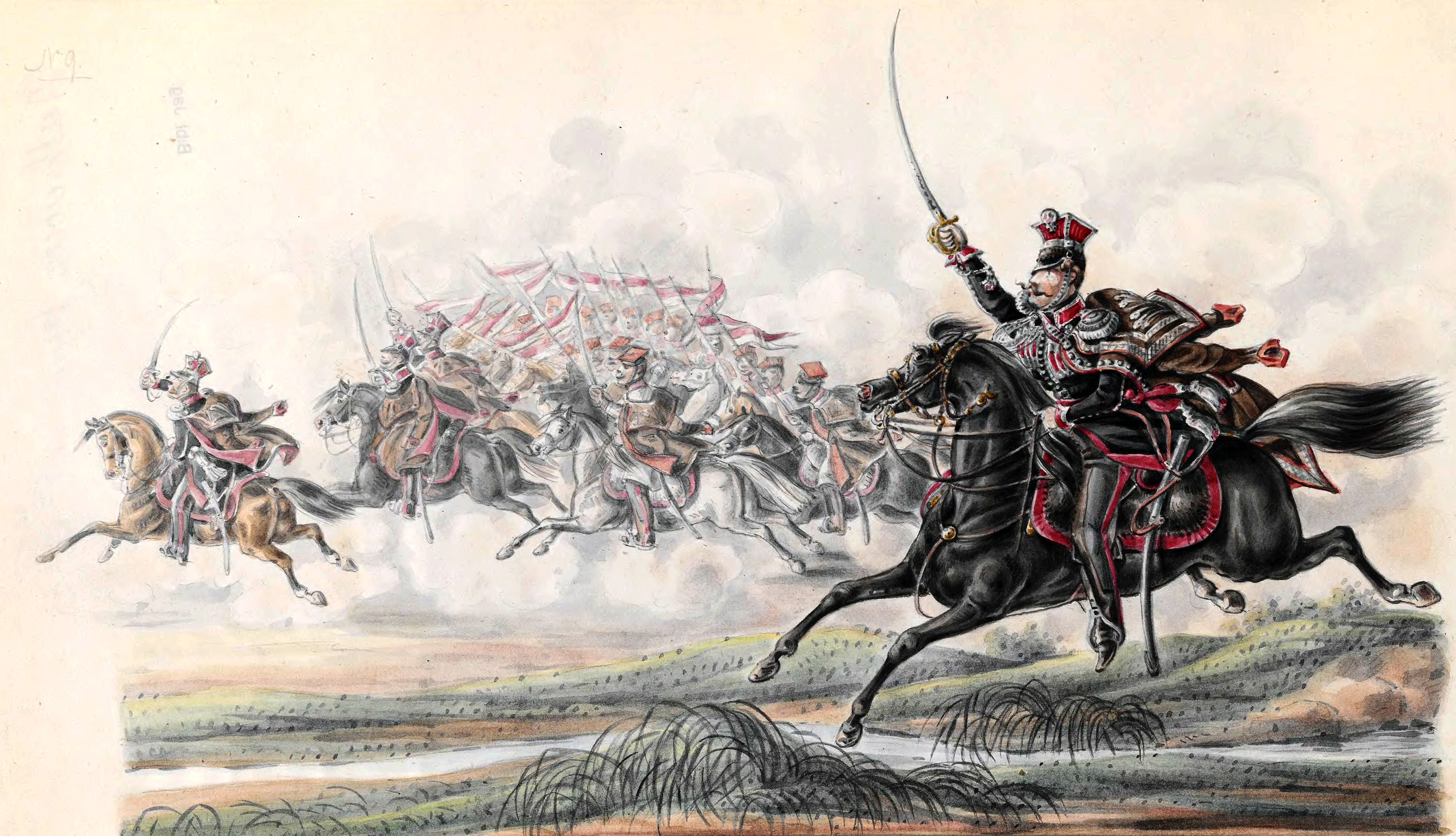
1 Pułk Jazdy Krakowskiej

- Łęczyna i Stary Zamość (12 maja 1831),
- Mińsk (14 lipca 1831),
- Paprotnia (15 sierpnia 1831),
- Warszawa (6 i 7 września 1831),
- Rypin (3 października 1831).